# Tetraclipeoides moquinus
Tetraclipeoides moquinus är en skalbaggsart som beskrevs av Henry Clinton Fall och Cockerell 1907. Tetraclipeoides moquinus ingår i släktet Tetraclipeoides och familjen Aphodiidae. Inga underarter finns listade i Catalogue of Life.